# Stenocora
Stenocora is een geslacht van libellen (Odonata) uit de familie van de Polythoridae (Banierjuffers).

## Soorten
Stenocora omvat 1 soort:
- Stenocora percornuta Kennedy, 1940